# Jan-Erik Olsson
Pour les articles homonymes, voir Olsson.
 (décembre 2018).
Si vous disposez d'ouvrages ou d'articles de référence ou si vous connaissez des sites web de qualité traitant du thème abordé ici, merci de compléter l'article en donnant les références utiles à sa vérifiabilité et en les liant à la section « Notes et références ».
Jan-Erik Olsson est un évadé de prison suédois qui, tentant de commettre un braquage dans une banque de Stockholm le 23 août 1973, sera contraint par l'intervention de la police de se retrancher avec 4 otages, des employés de la banque.
Il obtiendra la libération de son compagnon de cellule, Clark Olofsson, qui viendra le rejoindre dans la banque.
Cette prise d'otages deviendra célèbre pour la sympathie qu'inspireront les deux bandits à leurs otages. Ceux-ci refuseront de témoigner à charge lors du procès, et iront même jusqu'à les défendre. Par la suite, ils viendront leur rendre visite en prison. La légende veut même que Kristin, une des victimes, se soit mariée avec Jan Erik par la suite, mais cette rumeur fut démentie.
En 1978, ce comportement paradoxal des victimes de prise d'otage sera décrit pour la première fois par le psychiatre américain F. Ochberg qui lui donnera le nom de « syndrome de Stockholm », en référence à la prise d'otages du Kreditbanken (en).